# Louise de Suède
Titres
Reine consort de Danemark
29 janvier 1906 – 14 mai 1912
(6 ans, 3 mois et 15 jours)
Princesse héritière consort de Danemark
28 juillet 1869 – 29 janvier 1906
(36 ans, 6 mois et 1 jour)
Reine douairière de Danemark
14 mai 1912 – 20 mars 1926
(13 ans, 10 mois et 6 jours)
Signature
Louise de Suède et de Norvège (en suédois : Lovisa av Sverige och Norge), née le 31 octobre 1851 à Stockholm (Suède-Norvège) et décédée 20 mars 1926 à Amalienborg (Danemark), était une princesse suédo-norvégienne, devenue reine consort de Danemark.
Fille unique du roi Charles XV de Suède et de la princesse Louise des Pays-Bas, la future reine danoise grandit en Suède où elle passe une enfance heureuse. Bien que son père ait tenté à plusieurs reprises de faire de Louise son héritière, elle, en tant que femme, ne pouvait pas hériter du trône suédois à cette époque. En 1869, à l'âge de dix-sept ans, elle épouse le futur roi Frédéric VIII de Danemark.
Frédéric VIII et Louise eurent huit enfants, dont les futurs rois Christian X de Danemark et Haakon VII de Norvège.

## Famille
La princesse Louise est la seule fille du roi Charles XV de Suède, qui est le fils aîné du roi Oscar Ier de Suède et de la princesse Joséphine de Leuchtenberg, fille du prince Eugène, petite-fille de l'impératrice Joséphine et du roi Maximilien de Bavière. Sa mère, la princesse Louise des Pays-Bas, est la fille du prince Frédéric des Pays-Bas et de la princesse Louise de Prusse, sœur du kaiser Guillaume Ier.
Elle épouse le prince Frédéric (VIII) de Danemark le 28 juillet 1869 à Stockholm. Le père de Frédéric, le roi Christian IX de Danemark, est le fils du duc Wilhelm de Schleswig-Holstein-Sonderbourg-Glücksbourg (branche cadette des rois de Danemark de la Maison d'Oldenbourg, issue de Christian III) et de la princesse Louise-Caroline de Hesse-Cassel (fille de Charles de Hesse-Cassel, lui-même fils de Frédéric II de Hesse-Cassel et de Marie de Grande-Bretagne, et de Louise de Danemark, elle-même fille de Frédéric V et de Louise de Grande-Bretagne ; lesdites Marie et Louise étaient deux filles de George II de Grande-Bretagne, dont une autre fille, Anne, fut l'arrière-grand-mère de Frédéric des Pays-Bas ci-dessus). La mère de Frédéric, la princesse Louise de Hesse-Cassel, est la fille du prince Guillaume de Hesse-Cassel, neveu de Charles ci-dessus, et de la princesse Louise-Charlotte de Danemark (sœur de Christian VIII, fille du prince Frédéric et petite-fille de Frédéric V).
Frederik (VIII) et Louise ont huit enfants :
- le prince Christian, né le 26 septembre 1870 et décédé le 20 avril 1947, futur roi de Danemark ;
- le prince Carl, né le 3 août 1872 et décédé le 21 septembre 1957, futur roi de Norvège, époux de Maud du Royaume-Uni, et père d'Olav V ci-après ;
- la princesse Louise, née le 12 février 1875 et décédée le 4 avril 1906, épouse le prince Frédéric de Schaumbourg-Lippe ;
- le prince Harald, né le 8 octobre 1876 et décédé le 30 mars 1949, épouse en 1909 la princesse Hélène-Adélaïde de Schleswig-Holstein-Sonderburg ;
- la princesse Ingeborg, née le 2 août 1878 et décédée le 12 mars 1958, épouse en 1897 le prince Carl de Suède (fils cadet d'Oscar II, neveu de Charles XV et cousin germain de Louise de Suède). Elle est la mère d'Astrid, reine des Belges par son mariage avec Léopold III, et de Märtha, épouse du futur roi de Norvège Olav V et mère de l'actuel roi de Norvège Harald V ;
- la princesse Thyra, née le 14 mars 1880 et décédée le 2 novembre 1945 sans alliance ;
- le prince Gustav, né le 4 mars 1887 et décédée le 5 octobre 1944 sans alliance ;
- la princesse Dagmar, née le 23 mai 1890 et décédée le 10 novembre 1961.

## Biographie

### Naissance et famille

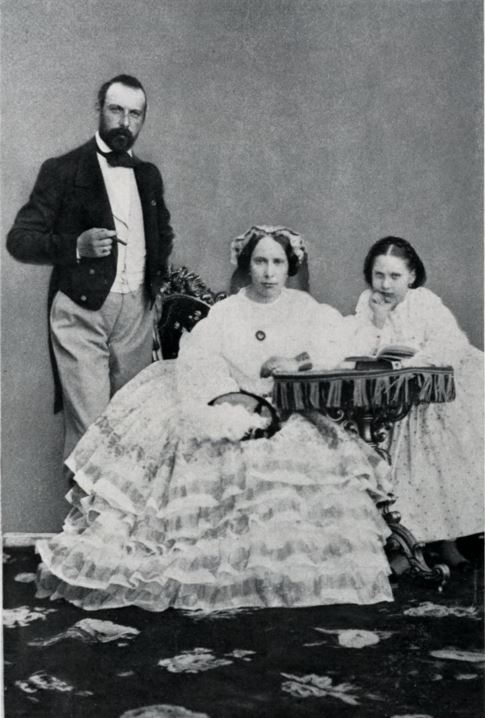
La jeune princesse Louise et ses parents.

La princesse Louise de Suède et de Norvège voit le jour le 31 octobre 1851 au palais royal de Stockholm. Elle est le premier enfant du prince héritier Charles de Suède et de Norvège et de son épouse, la princesse Louise des Pays-Bas. La princesse Louise appartient ainsi à la maison Bernadotte, qui règne en Suède depuis 1818. Son fondateur, Jean-Baptiste Bernadotte, l'un des généraux de Napoléon Bonaparte, fut élu prince héritier de Suède en 1810 et succéda plus tard au trône en tant que roi Charles XIV en 1818. Il épousa Désirée Clary, qui avait été autrefois fiancée à l'empereur français. Le fils de Charles XIV, Oscar Ier, avait épousé Joséphine de Leuchtenberg, la petite-fille de la première épouse de Napoléon, l'impératrice Joséphine. Le roi Oscar Ier et la reine Joséphine sont les grands-parents paternels de la princesse Louise.
Un an après la naissance de Louise, son petit frère le prince Charles-Oscar, l'héritier du trône tant attendu, naît. Cependant, le petit prince meurt en 1854, et Louise devient fille unique à l'âge de trois ans. La tragédie s'amplifie lorsqu'il devient évident que sa mère, en raison d'une blessure subie lors de la naissance de Charles-Oscar, ne peut plus avoir d'enfants. La princesse Louise aurait proposé le divorce au prince héritier Charles, ce qu'il a toutefois refusé. Louise reste ainsi fille unique. En tant que femme, Louise ne peut pas hériter du trône suédois, car, bien que la Suède ait eu auparavant des femmes monarques, l'Acte de succession suédois de 1810 stipule la succession agnatique.

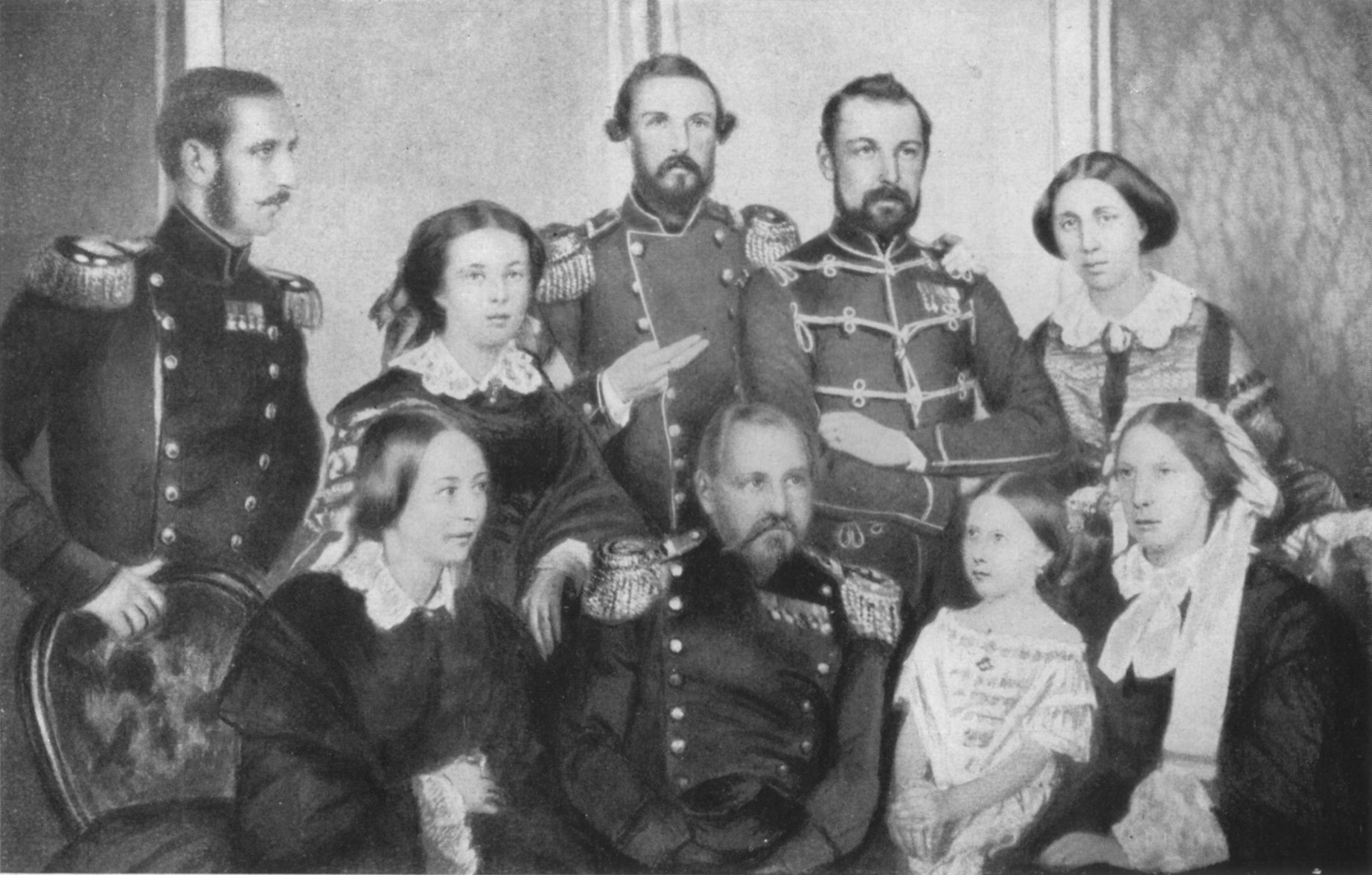
La famille royale suédoise en 1857.

Le roi Oscar Ier meurt le 8 juillet 1859, alors que la princesse Louise a sept ans et son père lui succède sous le nom de Charles XV. Après son accession au trône, Charles XV tente à plusieurs reprises d'obtenir la modification des dispositions de l'Acte de succession pour permettre à sa fille de devenir l'héritière du trône. Lorsque l'oncle de Louise, le prince héritier Oscar, devient père de plusieurs fils à partir de 1858, cela n'est plus jugé nécessaire. L'existence d'héritiers mâles dans la maison de Bernadotte empêche le roi d'obtenir un changement constitutionnel simplement pour satisfaire son désir de voir son propre enfant monter sur le trône.

### Enfance et jeunesse

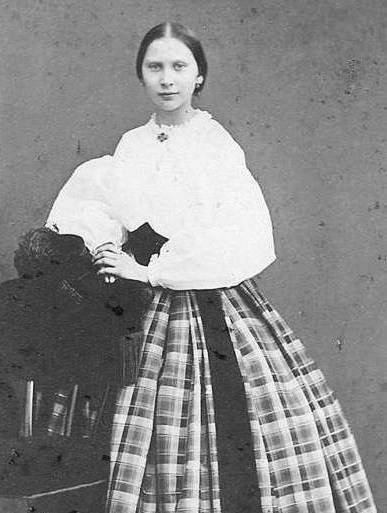
La jeune princesse Louise.

En Suède, Louise grandit dans une atmosphère aimante et passe une enfance heureuse. En tant qu'enfant unique, elle est très aimée et choyée par ses parents. Elle ressemble à son père dans son comportement et à sa mère dans son apparence et est décrite comme énergique, sociable, masculine et assez modeste. Son père la traite comme un fils et ils ont une relation étroite. Pendant son adolescence en Suède, Louise est populairement connue sous le nom de Sessan (abréviation de princesse), tandis que dans ses jeunes années, elle s'appelait elle-même Stockholmsrännstensungen (en français : l'enfant de caniveau de Stockholm). Cela choque son oncle, le futur roi Oscar II, qui trouve choquant que le mot soit utilisé à propos d'une princesse, et essaye de faire en sorte que Louise arrête de laisser le mot passer ses lèvres.

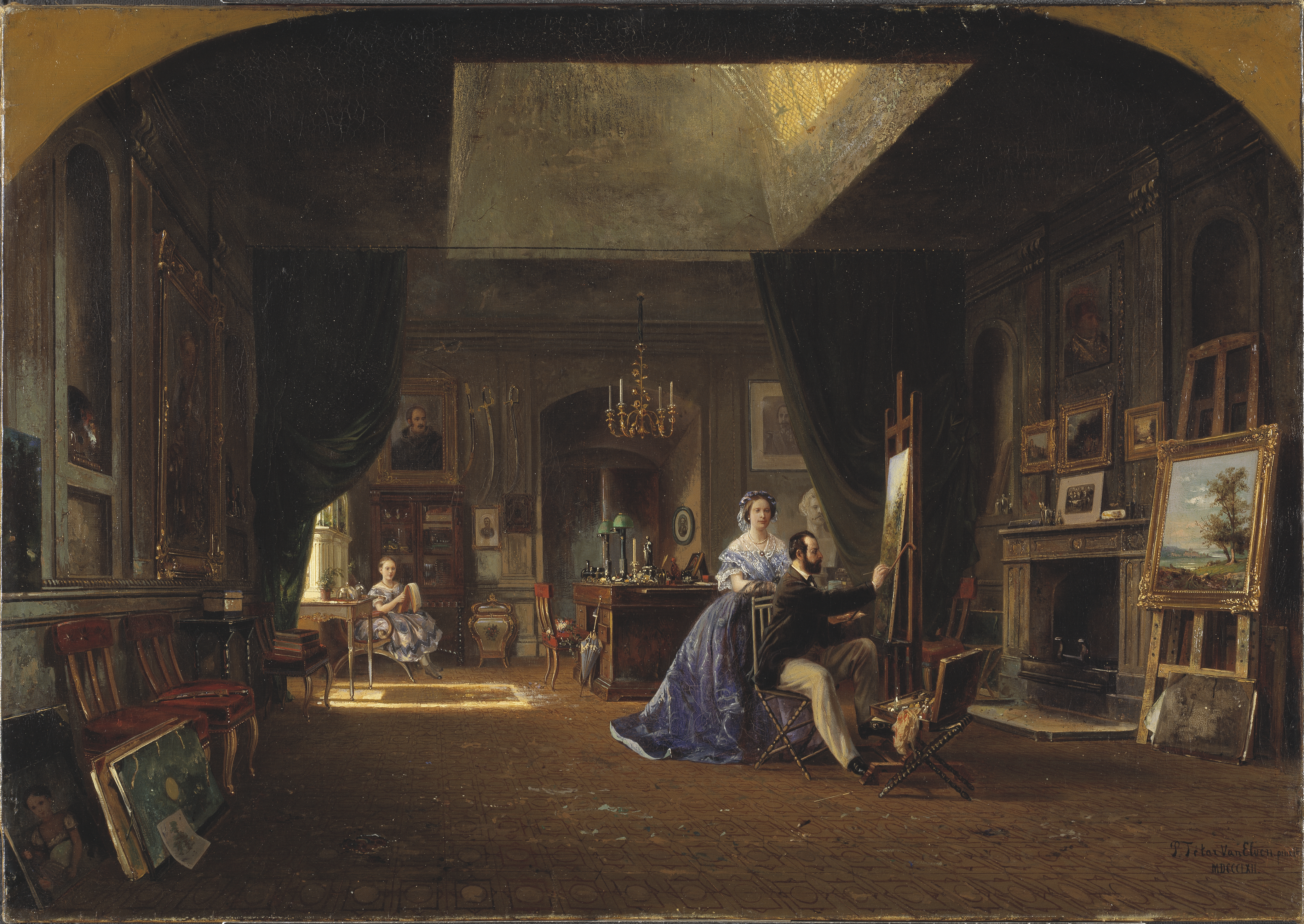
L'atelier de Charles XV par Pierre Tetar van Elven (1862). Le roi est assis à son chevalet, derrière lui la reine Louise et à la fenêtre la princesse Louise.

Pendant le règne de son père, des bals d'enfants sont souvent organisés pour Sessan au palais de Stockholm, qui sont à l'époque le point culminant des bals d'enfants de la bonne société, et auxquels ses cousins, les fils du prince héritier Oscar, sont souvent invités. Son éducation est assurée par sa gouvernante Hilda Elfving. Pendant un certain temps, elle a également une gouvernante anglaise, Miss Brown. En 1862, la princesse et sa mère assistent aux cours de natation de Nancy Edberg, pionnière suédoise de la natation féminine. La natation n'est initialement pas considéré comme étant tout à fait approprié pour les femmes, mais lorsque la reine et sa fille la soutienne en assistant aux cours, la natation devient rapidement à la mode et acceptable pour les femmes,.

### Mariage

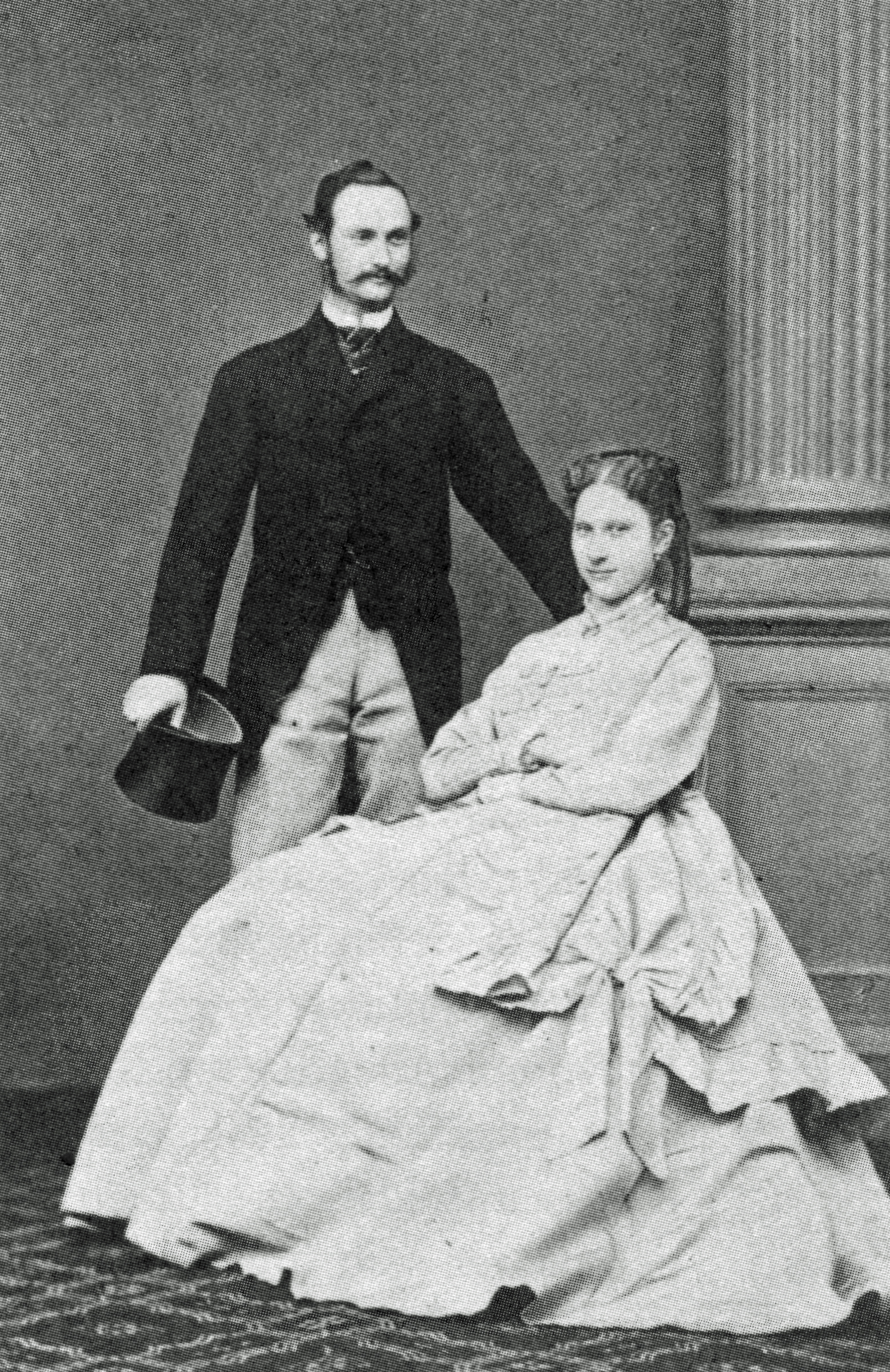
Le prince héritier Frédéric et la princesse Louise.

La question du futur mariage de la princesse Louise fait l'objet de spéculations dès son plus jeune âge. Le candidat le plus populaire était le prince héritier Frédéric de Danemark, qui est le fils aîné du roi Christian IX de Danemark et de la princesse Louise de Hesse-Cassel. Une telle alliance est considérée comme souhaitable pour plusieurs raisons. Malgré le scandinavisme généralisé de l'époque, un mouvement politique soutenant l'idée de la Scandinavie comme région unifiée voire comme nation, les relations entre les maisons royales de Suède-Norvège et du Danemark sont très tendues. À la mort sans enfant du roi Frédéric VII de Danemark en 1863, il y a un soutien au Danemark pour avoir Charles XV ou son frère le prince Oscar placé sur le trône danois au lieu de Christian IX, qui est perçu comme favorable à l'Allemagne. Au Danemark, il y a aussi la déception du fait que la Suède, malgré la promesse initiale du roi suédois Charles XV d'un tel soutien, n'a pas soutenu le Danemark contre la Prusse et l'Autriche pendant la guerre des Duchés en 1864. Après 1864, la Suède-Norvège et le Danemark commencent à discuter d'organiser un mariage entre la princesse Louise et le prince héritier Frédéric visant à créer une forme de réconciliation symbolique entre les deux nations.
Pourtant, les deux parties ont des réserves sur l'alliance proposée. Charles XV est critique envers Christian IX, dont il doute des qualités personnelles, mais il souhaite néanmoins voir sa fille faire un mariage avantageux et devenir reine de Danemark . La famille royale danoise a également des réserves, car la princesse Louise n'est pas considérée une beauté et sa future belle-mère, la reine Louise, craint que sa personnalité ne corresponde pas à la famille royale danoise. Cependant, après la récente guerre avec l'Allemagne, ce mariage est préféré à l'union avec une princesse allemande, ce qui aurait été l'alternative la plus probable, après l'échec d'une tentative de mariage entre le prince héritier Frédéric et l'une des filles de la reine Victoria du Royaume-Uni.
Louise et Frédéric se rencontrent pour la première fois en 1862, alors que la princesse a onze ans et le prince dix-neuf ans. Cependant, Charles XV ne souhaite pas forcer sa fille bien-aimée à un mariage arrangé et lui laisse donc entièrement la décision finale. Le 14 avril 1868, une rencontre est organisée entre Louise et Frédéric au château de Bäckaskog en Scanie. Comme le résultat de la rencontre dépend du fait que Louise aimerait ou non Frédéric, aucun des invités n'est informé de la raison pour laquelle ils sont invités à Bäckaskog au cas où Louise dirait non. Ni l'oncle de Louise, le prince Oscar, ni sa femme, la princesse Sophie, ne savent pourquoi ils y sont invités. De la famille royale danoise, seul le roi est présent. Le prince héritier tombe immédiatement amoureux de la princesse, et Louise est également satisfaite et heureuse dans son évaluation de Frédéric. Les fiançailles sont conclues le lendemain, le 15 juillet, lorsque Charles XV les annonce pendant le déjeuner à Bäckaskog. Le processus se déroule si rapidement que des officiers sont dépêchés à la hâte de commander des bagues de fiançailles dans la ville voisine de Kristianstad.
Pendant les fiançailles, à l'hiver 1868-1869, Louise se prépare à son futur rôle en apprenant la langue danoise et en étudiant la littérature, la culture et l'histoire danoise auprès du poète et historien de l'art norvégien Lorentz Dietrichson. Le mariage a lieu le 28 juillet 1869 à la chapelle du palais royal de Stockholm, où le couple est marié par l'archevêque d'Uppsala Henrik Reuterdahl. Le mariage est célébré en grande pompe et la dot de la princesse est constituée exclusivement en Suède. L'alliance est  chaleureusement accueillie dans les trois royaumes nordiques comme un symbole du nouveau scandinavisme. Louise est la première princesse suédoise à se marier dans la famille royale danoise depuis qu'Ingeburg de Suède a épousé le roi Éric VI de Danemark en 1296. De plus, le mariage de la princesse Louise est le premier mariage d'une princesse suédoise depuis le mariage de la princesse Ulrique-Éléonore avec Frédéric Ier de Hesse-Cassel en 1715, et Louise est ainsi la première princesse de la maison Bernadotte à se marier.

### Princesse héritière

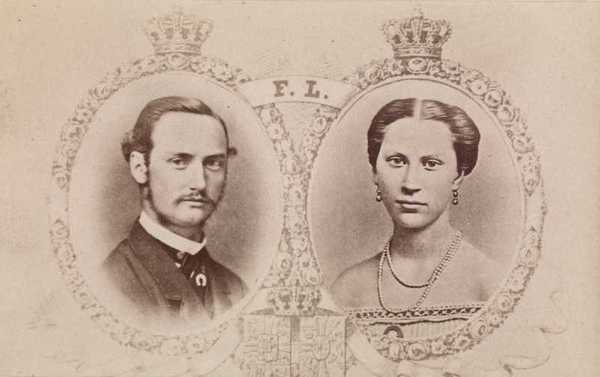
Le prince héritier Frédéric et la princesse héritière Louise.

Le 10 août 1869, le couple fait son entrée à Copenhague, où il reçoit un accueil chaleureux. Louise apporte une dot importante, et avec son entrée dans la famille royale danoise vient aussi beaucoup de magnifiques bijoux. À son arrivée au Danemark, ses bijoux peuvent remplir toute une table de billard.
Pour résidence, le couple reçoit le palais Frédéric VIII, lui-même intégré au palais d’Amalienborg, résidence principale de la famille royale de Danemark dans le quartier de Frederiksstaden au centre de Copenhague. Comme résidence d'été, il reçoit le palais de Charlottenlund, situé sur les rives du détroit d'Øresund à 10 kilomètres au nord de la ville. Ici, ils ont un refuge loin de la vie de cour à Amalienborg et plusieurs de leurs enfants y sont nés. Frédéric et Louise ont huit enfants entre 1870 et 1890 : le prince Christian (futur roi Christian X), le prince Charles (futur roi Haakon VII de Norvège), la princesse Louise, le prince Harald, la princesse Ingeborg, la princesse Thyra, le prince Gustav et la princesse Dagmar. En raison des nombreux enfants, le palais de Charlottenlund est reconstruit pour accueillir la grande famille, et en 1880-81, le palais est agrandi avec un dôme et deux ailes latérales.

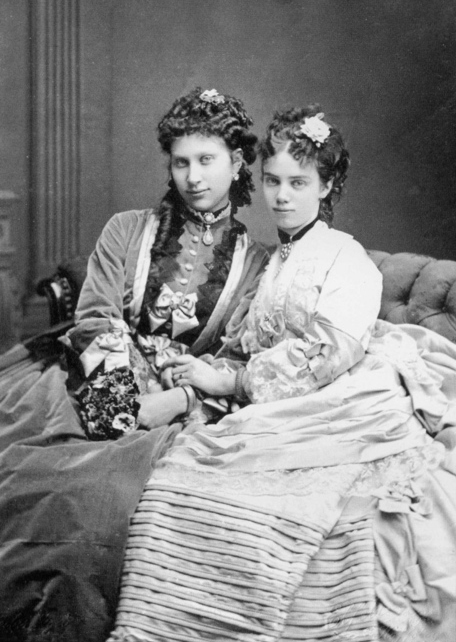
Louise avec sa belle-sœur, la princesse Thyra de Danemark, vers 1870.

Bien qu'elle devienne populaire auprès du public, Louise a des difficultés pendant sa longue période en tant que princesse héritière. Elle est considérée comme intelligente et se comporte de manière chaleureuse et naturelle lors d'événements officiels, où elle est décrite comme majestueuse et impressionnante. Cependant, elle n'est pas appréciée au sein de la cour danoise et de la famille royale, et le mariage n'entraîne pas l'amélioration souhaitée des relations amicales entre les maisons royales. Au contraire, Louise subit l'ostracisme au sein de la famille royale, dominée par sa belle-mère, la reine Louise. Elle n'est pas appréciée par sa belle-mère et ses belles-sœurs, et son mari est trop timide pour lui apporter un soutien contre sa mère et ses sœurs. Ce n'est qu'avec sa plus jeune belle-sœur, la princesse Thyra, qu'elle entretient une relation amicale. Sa personnalité et sa nature franche ne correspondent pas à la cour royale danoise, où sa franchise effrontée peut provoquer la consternation. À une occasion, lorsque sa belle-mère la voit vêtue d'une robe de soirée parisienne et lui ordonne d'un air désapprobateur de changer de coiffure, Louise répond de la même manière informelle qu'elle avait l'habitude de faire en Suède : « Calme-toi, Pedersen !". Cet incident pousse la reine Louise à lui ordonner, ainsi qu'à Frédéric, de quitter le pays pendant trois mois. La princesse héritière Louise déclare au visiteur suédois Fritz von Dardel que sa belle-mère a tenté de la placer dans l'ombre même dans des situations cérémonielles où sa présence est requise : à une occasion, la reine refuse une demande d'étudiants de l'Université d'Uppsala pour chanter pour la princesse héritière. Quand Dardel demande la raison, Louise répond : « Par jalousie, bien sûr. ».
Durant les premières années de son mariage, Louise visite souvent la Suède. Elle est ainsi au chevet de sa mère à son décès en mars 1871. Elle est réconfortée par sa tante, Sophie de Nassau, qui devient sa confidente et amie . Pendant les séjours estivaux au palais de Charlottenlund près de l'Öresund, Louise peut rendre visite à sa famille suédoise dans leur résidence d'été au palais de Sofiero de l'autre côté du détroit et recevoir des visites de leur part, ce qui est décrit comme un soulagement et un réconfort pour elle . Cependant, sa belle-mère n'aime pas la famille royale suédoise et insiste pour que sa permission soit toujours demandée avant chaque visite . En 1875, elle reçoit sa tante et son oncle lors de leur visite officielle au Danemark.

La famille royale en excursion par Otto Bache (1879). De gauche à droite : le prince héritier Frédéric, un cocher, la princesse héritière Louise, un cocher, la princesse Thyra et la reine Louise.

Le style de vie et l'adultère de Frédéric nuisent à sa popularité et peinent Louise . En 1879, elle rend visite à sa tante à Stockholm pour lui demander conseil ; elle est à ce stade décrite comme désemparée . La reine Sophie la présente alors à Lord Radstock et Gustaf Emanuel Beskow . À partir de ce moment, Louise se réfugie dans la religion. Elle apprend le grec, s'engage dans des études bibliques et rencontre à nouveau Lord Radstock à Copenhague en 1884 . Elle se lie d'amitié avec sa dame d'honneur Wanda Oxholm, avec qui elle étudie la Bible . En tant que princesse héritière, Louise est active dans des activités caritatives et religieuses : elle fonde plusieurs organisations caritatives, parmi lesquelles la maison Bethania et un asile, et s'intéresse toute sa vie à l'Association de l'Église pour la mission intérieure au Danemark. Elle s'intéresse également à l'artisanat comme le travail du cuir et à la peinture.
Louise est décrite comme une mère stricte mais attentionnée, qui donne à ses enfants une éducation dominée par la religion et le devoir. Grâce à l'héritage de ses grands-parents maternels, la famille vit confortablement. Elle souhaite ardemment voir l'une de ses filles se marier dans la maison royale suédoise, ce qui se produit en 1897 lorsque sa fille, la princesse Ingeborg épouse le prince Charles, duc de Västergötland .
En 1905, la Norvège devient indépendante de la Suède avec le soutien du Danemark, ce qui provoque des tensions entre le Danemark et la Suède, et elle est attristée lorsque cela lui rend difficile ses visites en Suède.

### Reine de Danemark

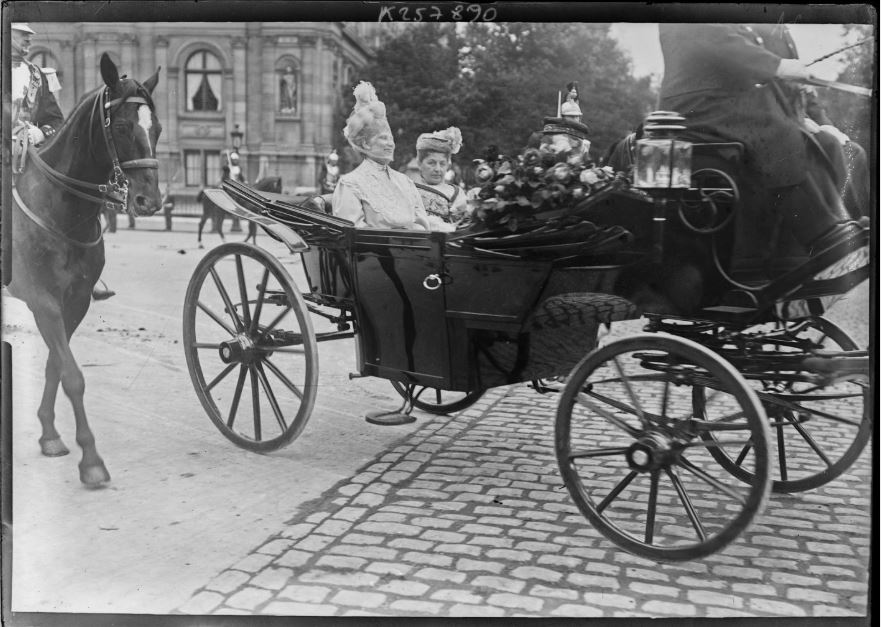
La reine Louise et Jeanne Fallières lors de la visite en France de Frédéric VIII, le 15 juin 1907.

Le 29 janvier 1906, le roi Christian IX de Danemark meurt après un règne de plus de 42 ans. Son fils le prince Frédéric devient alors le nouveau souverain sous le nom de Frédéric VIII, Louise devenant ainsi reine de Danemark. La reine Louise est toujours très estimée par la population danoise pour son travail caritatif, son engagement social et l'accomplissement de son devoir. Avec son mari, elle effectue plusieurs visites officielles à l'étranger, tout comme ils voyagent souvent à travers le Danemark.
Sa période en tant que reine est cependant courte, lorsque le roi Frédéric VIII meurt d'une crise cardiaque à Hambourg en 1912, après un règne qui n'a duré que six ans.

### Reine douairière

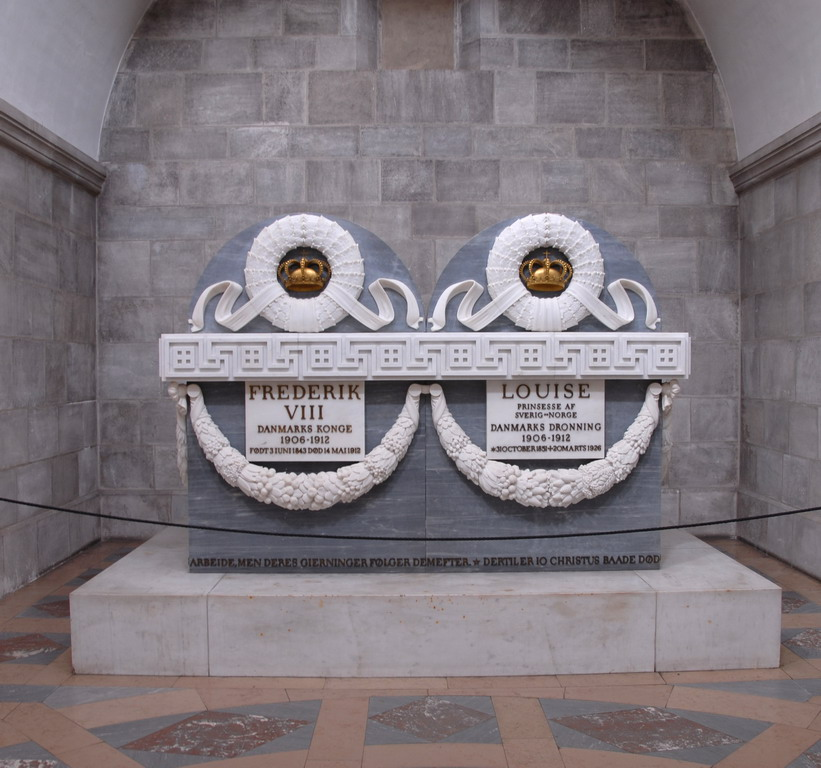
Tombe du roi Frédéric VIII et de la reine Louise en la cathédrale de Roskilde.

Veuve, elle est la dernière reine danoise à utiliser le titre de reine douairière. Elle continue son travail caritatif, s'occupant de ses enfants encore célibataires. En 1915-1917, elle construit le château d'Egelund qu'elle lègue à son plus jeune fils célibataire, le prince Gustav. En 1922, sa plus jeune fille, la princesse Dagmar se marie à un propriétaire terrien de la basse-noblesse, malgré les réticences de sa mère.
La reine Louise meurt le 20 mars 1926 à Amalienborg. Elle est enterrée auprès de son époux dans la chapelle Christian IX de la cathédrale de Roskilde, la nécropole traditionnelle des rois de Danemark, sur l'île de Seeland non loin de Copenhague.

## Titres et honneurs

### Titulature
- 31 décembre 1851 — 28 juillet 1869 : Son Altesse Royale la princesse Louise de Suède et de Norvège.
- 28 juillet 1869 — 29 janvier 1906 :  Son Altesse Royale la princesse héritière Louise de Danemark.
- 29 janvier 1906 — 14 mai 1912 : Sa Majesté la reine de Danemark.
- 14 mai 1912 — 20 mars 1926 : Sa Majesté la reine douairière de Danemark.

### Honneurs
- Dame de l'ordre royal de Sainte-Isabelle de Portugal [17]
- Dame de première classe de l'ordre de Louise [17]
- 16 mars 1881 : dame grand-croix de l'ordre de Sainte-Catherine [17]
- 21 janvier 1886 : dame de l'ordre de la reine Marie-Louise [18]
- 31 octobre 1906 : insigne de l'ordre de l'Éléphant

## Héraldique et monogrammes

Armoiries de la princesse Louise de Suède et de Norvège[19].
Monogramme de la reine Louise de Danemark.
Monogramme du roi Frédéric VIII de la reine Louise de Danemark.